# Federico Edwards
Federico Roberto Edwards (Santa Fe, 25 gennaio 1931 – 13 novembre 2016) è stato un calciatore argentino, di ruolo difensore.